# 岡田譲治
岡田 譲治（おかだ じょうじ、1951年10月10日 - ）は、日本の実業家。三井物産代表取締役副社長や、日本監査役協会会長を経て、日本証券業協会自主規制会議副議長、日本取引所自主規制法人理事、日本航空監査役、横浜国立大学理事。

## 人物・経歴
1974年横浜国立大学経済学部卒業。第11代三井物産代表取締役社長の飯島彰己は大学の同期。大学卒業後三井物産入社。フランス三井物産会計課長や、経理部決算統括室長、カナダ三井物産総務会計課長等を経て、2004年金属会計部長。2005年金属・エネルギー会計部長。2006年財務統括部長。2007年経理部長。2008年執行役員経理部長。2009年執行役員CFO補佐兼経理部長。2010年代表取締役常務執行役員CFO。2012年代表取締役専務執行役員CFO。2013年国際財務報告基準財団理事。2014年代表取締役副社長執行役員CFO。2015年監査役。2017年日本監査役協会会長。2019年日本監査役協会最高顧問。2020年日本航空監査役、日本取引所自主規制法人理事、横浜国立大学理事（外部資金担当）。2021年横浜国立大学理事（企業連携・外部資金担当）。2023年NEC取締役。文部科学省学校法人のガバナンスに関する有識者会議委員、財務会計基準機構企業会計基準委員会理事、日本証券業協会自主規制会議副議長・公益委員、金融庁企業会計審議会委員、リージョンズ・キャピタル・パートナーズ監査役、横浜国立大学校友会評議員なども務めた。